# Mafejabl
Mafejabl (del ruso: Мафэхабль) es un aúl del raión de Maikop en la república de Adiguesia de Rusia. Está situado 15 km al norte de Tulski y al 7 km al este de Maikop, la capital de la república, cerca del nacimiento del río Giagá. Tenía 96 habitantes en 2010.
Pertenece al municipio Kírovskoye.

## Historia
Tras el fin de la Guerra ruso-circasiana, buena parte de la población adigué abandonó sus tierras y se trasladó al Imperio otomano. En 1998, parte de esa diáspora, en concreto 165 miembros de la comunidad adigué de  la Provincia Autónoma de Kosovo y Metohija (República Federal de Yugoslavia) se trasladaron a Adiguesia, donde el gobierno local entregó tres hectáreas a cada uno en el emplazamiento del actual Mafejabl, que fue declarada oficialmente localidad en 2007.